# Bar Bar
Bar Bar (persiska: بر بر) är en ort i Iran.   Den ligger i provinsen Markazi, i den nordvästra delen av landet, 90 km väster om huvudstaden Teheran. Bar Bar ligger 1 289 meter över havet och antalet invånare är 523.
Terrängen runt Bar Bar är platt, och sluttar österut.Runt Bar Bar är det ganska glesbefolkat, med 27 invånare per kvadratkilometer. Närmaste större samhälle är Zāvīyeh, 9,6 km nordost om Bar Bar. Trakten runt Bar Bar består i huvudsak av gräsmarker.